# Susa (Tunisia)
Susa (in arabo سوسة‎?, Sūsa; in francese Sousse) è una città della Tunisia di 270 000 abitanti, capoluogo del governatorato omonimo e terza del paese per popolazione (dopo Tunisi e Sfax), nonché uno dei suoi poli turistici più importanti. Nel 1988 la sua medina è stata inserita tra i Patrimoni dell'umanità dall'UNESCO. In questa città lo scrittore francese Maupassant conclude il viaggio sul suo yacht attraverso il Mediterraneo, esperienza descritta in dettaglio in La vie errante (1890).

## Storia
Fondata dai Fenici di Tiro nel IX secolo a.C. col nome di Hadrumete, rimase indipendente ed autonoma per vari secoli. Cadde nella sfera di influenza cartaginese probabilmente nel VI secolo a.C., rimanendo coinvolta nei conflitti della città punica. Fu saccheggiata dal siracusano Agatocle nel 310 a.C.
Dopo la terza guerra punica fu città libera con il nome di Hadrumetum nella provincia d'Africa e in seguito ebbe lo status di colonia e alla fine del III secolo divenne capitale della provincia di Bizacena.
La fase cristiana della città è attestata soprattutto dai vari complessi funerari, vere e proprie catacombe, scoperte accidentalmente e poi indagate estensivamente dai missionari e i soldati francesi tra il 1913 e il 1920. I principali di questi cimiteri, la catacomba del Buon Pastore e quella detta di Hermes, hanno restituito un gran numero di epigrafi e mosaici funerari di grande interesse.
Rasa al suolo dai Vandali nel V secolo, la città ebbe il nuovo nome di Iustinianopolis nel periodo di dominio bizantino e rinacque con gli Aghlabidi con il nome di Sūsa nel VII secolo, riscoprendo tutta la sua importanza di centro strategico e nevralgico di scambi.
Dal suo porto partì nell'827 la spedizione arabo-berbera, guidata dal qādī Asad b. al-Furāt, che approdò in Sicilia, strappata dopo alcuni decenni di duri combattimenti ai Bizantini per diventare parte (per poco meno di due secoli e mezzo) dei domini musulmani (cosiddetta dār al-Islām).
Considerata la perla del Sahel, il celebre litorale tunisino, la città è diventata negli anni settanta capoluogo dell'omonima wilāya (governatorato), toccando da un punto di vista demografico la cifra di circa 135 000 abitanti.
Il 26 giugno 2015 avviene un attentato di matrice terroristica rivendicato dall'ISIS nelle spiagge della città. Quasi 40 persone perdono la vita, con più di 35 feriti.

## Monumenti e luoghi d'interesse

### Museo archeologico nazionale
Il museo archeologico, protetto da bastioni è il secondo in Tunisia per importanza dopo il Bardo.

### Grande Moschea
La sua grande moschea, costruita rimpiazzando una qal‘a (fortezza) ed il suo ribāṭ (caposaldo affidato alle cure di devoti musulmani incaricati di sorvegliare il territorio, intendendo questa funzione come un vero e proprio jihād), rivelano l'importanza che gli Aghlabidi accordarono alla città.

### Chiesa di San Felice
L'unica chiesa cristiana della città è dedicata a san Felice, costruita nel 1913: precedentemente una cappella omonima era presente all'interno dell'antica medina, ma con la seconda guerra mondiale venne distrutta e cadde in abbandono. Dal 1964, grazie alla convenzione bilaterale Modus Vivendi fra le autorità vaticana e tunisina, la chiesa è affidata alla comunità cattolica locale. Il suo stile si riferisce a quello romanico, anche se diverse decorazioni interne riprendono numerosi elementi tipici delle chiese paleocristiane, in ricordo delle celebri catacombe cittadine, note per la raffigurazione di un Buon Pastore.

### Il porto e la medina
Il suo porto e la sua medina (parte antica e centrale d'un centro abitato in ambiente islamico) attestano l'incessante attività, trasformandosi oggi in importanti testimonianze turistiche.

## Sport
Il principale club calcistico cittadino è l'Étoile Sportive du Sahel, una delle squadre più titolate della nazione e dell'intera Africa.